# Alexander Selk
Alexander Selk (Deventer, 1975) is Nederlandse turner. Hij was lid van de Deventer gymnastiekvereniging VZOD (1894-1997). Hij domineerde samen met zijn oudere broer Christian van 1991 tot en met 1997 het Nederlands herenturnen. In totaal is hij één keer Nederlands kampioen op de meerkamp (1993) en 12 keer Nederlands toestelkampioen geworden. Hij won bovendien viermaal zilver en eenmaal brons op de NK meerkamp achter zijn broer (zilver in 1994; 1995; 1996 en 1997, brons in (1992).
Daarnaast heeft hij aan wereld- en Europese kampioenschappen meegedaan. In februari 1997 kwam er aan de carrières van de gebroeders Selk een abrupt einde na een hoog opgelopen conflict met de turnbond.
Alexander Selk was ook succesvol op de juniorenkampioenschappen.

## erelijst

### 1991
- -  NK Rek
  -  NK Brug

### 1992
- -  NK Meerkamp
  -  NK Rek

### 1993
- -  NK Meerkamp
  -  NK Vloer

### 1994
- -  NK Meerkamp
  -  NK Rek (1e plaats gedeeld met Christian Selk)
  -  NK Voltige

### 1995
- -  NK Meerkamp

### 1996
- -  NK Meerkamp
  -  NK Rek
  -  NK Sprong (1e plaats gedeeld met Jason Ombeng
  -  NK Vloer

### 1997
- -  NK Meerkamp
  -  NK Rek
  -  NK Vloer
  -  NK Ringen